# 砂の影 (テレビドラマ)
『砂の影』（すなのかげ）は、1980年6月9日から同年7月14日までテレビ朝日系列の「月曜劇場」枠で放送されたテレビドラマ。全6回。

## 概要・あらすじ
本作は、月曜劇場における前々作『見えない影』と同じく「愛のバイオレンス・シリーズ」という副題が付き、「『見えない影』に続く「恐怖シリーズ」第二弾」と　銘打たれている。女性が主人公のシリーズの一作である。
三年前に夫を亡くして未亡人となった重友静子は、父・克巳の勧めで重友産業の常務取締役・恒夫と再婚。ところが結婚式の最中に克巳は急死。これにより、静子は重友産業の筆頭株主になったが、そんな静子を克巳の弟・義之が丸め込んで、自分を社長に推薦させ、就任した。露木副社長の昇格が噂されていた社内では、この人事は意外なものとなった。義之は恒夫を要職から外して、通商産業省に勤めていた娘婿の北村透を引き抜いて重友産業に入れ、ワンマン体制を敷こうとしていた。そんな不遇な境遇に遭った恒夫の異母妹・登紀子が同居することに。また恒夫は、妻・静子のいとこの俊介が妻を愛しているらしいという噂を知り、それが気がかりだった。これらと前後して、静子と恒夫の周りで奇妙な出来事が起こり始める。

## キャスト
（出典：）
- 重友静子：山本富士子
重友産業先代社長の克巳の一人娘。12年前に婿養子を迎えるが、その夫は結婚5年後に自動車事故で死去。この3年後、恒夫と再婚。登紀子の不幸を聞いて引取り世話をする、心優しい性格。
- 重友恒夫：平幹二朗
静子の夫で、重友産業常務。婿入りした。静子が筆頭株主であることにコンプレックスを持っている所はあるものの、静子のことを愛している。しかし静子のいとこの俊介が静子に愛を寄せていること、さらに異母妹の登紀子が現れたことに一層気をかけることになる。
- 重友俊介：田村正和
克巳の跡を継いだ重友産業社長・重友義之の一人息子で、静子のいとこ。年上の静子を一方的に慕い、そのあまり静子の再婚には強いショックを受け、重友産業の中では監視を続け、恒夫の意外な秘密を知る。
- 沢木登紀子：宮下順子
恒夫の父と料亭の女中の間に生まれた子。恒夫の異母妹。父の会社が倒産した後は悲惨な生活を送っていたが、ある決意をもって恒夫に近付いて行き、そして静子の好意により重友家に同居、そして次第に本性を現していく。
- 重友義之：中村伸郎
重友産業先代社長の克巳の弟で、静子の叔父。克巳亡き後、静子を丸め込み、露木を退けて社長に就任。長く社長の座に就き続けるのを狙って、恒夫の存在が邪魔に思うようになる。なお、自分の後継者には息子の俊介を考えている。
- 露木弘次：神山繁
先代社長の克巳の片腕として活躍していたことから、誰からも次期社長最有力と思われていたが、叶わなかった。重友一族の人間ではないことから、同族色が濃いのには批判的。しかしある思惑から恒夫を社長に推そうと考えるようになる。
- 重友克巳：柳永二郎
静子の父で、重友産業先代社長。静子の結婚式の最中に急死する。
- 重友かなえ：志賀真津子
義之の妻。
- 北村透：平田昭彦
義之の娘婿。通商産業省に勤めていたが、義之の要請により重友産業に転じる。
- 北村わか子：原良子
義之の娘で俊介の姉。透の妻。
- 兵藤玲子：岡まゆみ
- 桜井理恵：此島愛子
- 山脇：下元勉

## スタッフ
- プロデューサー：千野栄彦（テレビ朝日）、杉崎充男（テレビ朝日）、上條孝美（松竹）
- 脚本：中井多津夫
- 演出：田中利一
- 音楽：山本丈晴
- タイトル画：米倉斉加年
- 制作協力：松竹株式会社

## サブタイトル
- 第1話 「燃える愛」 （1980年6月9日）
- 第2話 「求める愛」　（1980年6月16日）
- 第3話 「喘えぐ愛」　（1980年6月23日）
- 第4話 「濡れた愛」　（1980年6月30日）
- 第5話 「惑う愛」　（1980年7月7日）
- 第6話 「愛の別れ」　（1980年7月14日）